# What Did You Expect from The Vaccines?
Albums de The Vaccines
Come of Age
(2012)
Singles
1. Wreckin' Bar (Ra Ra Ra) / Blow It Up
Sortie : 22 novembre 2010
2. Post Break-Up Sex
Sortie : 24 janvier 2011
3. If You Wanna
Sortie : 14 mars 2011
4. All in White
Sortie : 5 juin 2011
5. Nørgaard
Sortie : 22 août 2011
6. Wetsuit
Sortie : 11 décembre 2011

What Did You Expect from The Vaccines? est le premier album studio du groupe britannique de rock indépendant The Vaccines. Il est sorti le 14 mars 2011 sur le label Columbia.

## Genèse
Le titre de l'album vient d'un passage du titre Post Break-Up Sex : « What did you expect from post break-up sex? ».

## Caractéristiques artistiques

### Liste des chansons
Toutes les chansons sont écrites et composées par The Vaccines.
| What Did You Expect from The Vaccines? | What Did You Expect from The Vaccines? | What Did You Expect from The Vaccines? | What Did You Expect from The Vaccines? | What Did You Expect from The Vaccines? | What Did You Expect from The Vaccines? | What Did You Expect from The Vaccines? | What Did You Expect from The Vaccines? | What Did You Expect from The Vaccines? | What Did You Expect from The Vaccines? |
| No                                     | Titre                                  | Durée                                  |                                        |                                        |                                        |                                        |                                        |                                        |                                        |
| -------------------------------------- | -------------------------------------- | -------------------------------------- | -------------------------------------- | -------------------------------------- | -------------------------------------- | -------------------------------------- | -------------------------------------- | -------------------------------------- | -------------------------------------- |
| 1.                                     | Wreckin' Bar (Ra Ra Ra)                | 1:21                                   |                                        |                                        |                                        |                                        |                                        |                                        |                                        |
| 2.                                     | If You Wanna                           | 2:54                                   |                                        |                                        |                                        |                                        |                                        |                                        |                                        |
| 3.                                     | A Lack of Understanding                | 2:58                                   |                                        |                                        |                                        |                                        |                                        |                                        |                                        |
| 4.                                     | Blow It Up                             | 2:36                                   |                                        |                                        |                                        |                                        |                                        |                                        |                                        |
| 5.                                     | Wetsuit                                | 3:50                                   |                                        |                                        |                                        |                                        |                                        |                                        |                                        |
| 6.                                     | Nørgaard                               | 1:38                                   |                                        |                                        |                                        |                                        |                                        |                                        |                                        |
| 7.                                     | Post Break-Up Sex                      | 2:54                                   |                                        |                                        |                                        |                                        |                                        |                                        |                                        |
| 8.                                     | Under Your Thumb                       | 2:20                                   |                                        |                                        |                                        |                                        |                                        |                                        |                                        |
| 9.                                     | All in White                           | 4:33                                   |                                        |                                        |                                        |                                        |                                        |                                        |                                        |
| 10.                                    | Wolf Pack                              | 2:23                                   |                                        |                                        |                                        |                                        |                                        |                                        |                                        |
| 11.                                    | Family Friend                          | 5:31                                   |                                        |                                        |                                        |                                        |                                        |                                        |                                        |
|                                        | Somebody Else's Child (chanson bonus)  | 2:59                                   |                                        |                                        |                                        |                                        |                                        |                                        |                                        |
| 36:17                                  |                                        |                                        |                                        |                                        |                                        |                                        |                                        |                                        |                                        |

## Accueil

### Classements
| Titre de l'album                       | Détails                                                                 | Place dans les charts | Place dans les charts | Place dans les charts | Place dans les charts | Place dans les charts | Place dans les charts | Place dans les charts | Place dans les charts | Place dans les charts | Place dans les charts | Place dans les charts |
| Titre de l'album                       | Détails                                                                 | GBR                   | É-U                   | AUT                   | BEL (FLA)             | BEL (WAL)             | DAN                   | P-B                   | FRA                   | IRL                   | SUÈ                   | SUI                   |
| -------------------------------------- | ----------------------------------------------------------------------- | --------------------- | --------------------- | --------------------- | --------------------- | --------------------- | --------------------- | --------------------- | --------------------- | --------------------- | --------------------- | --------------------- |
| What Did You Expect from The Vaccines? | - Sorti le 14 mars 2011 - Label: Columbia Records - Formats: CD, vinyle | 4                     | 197                   | 50                    | 29                    | 45                    | 33                    | 35                    | 124                   | 16                    | 40                    | 36                    |